# Felipe Benavides Barreda
Felipe Benavides Barreda  (Lima, Perú, 7 de agosto de 1917 - † Londres, Reino Unido, 21 de febrero de 1991) fue un conservacionista peruano. Reconocido por su defensa de especies vulnerables en Latinoamérica, fue el promotor de distintas reservas y parques nacionales en el Perú. 

## Familia
Nacido el 7 de agosto de 1917 en Miraflores, Lima, fue el segundo hijo de Alfredo Benavides Diez Canseco y Carmen Barreda y Bolívar. Su padre, reconocido diplomático y deportista, era sobrino de los generales Pedro y Francisco Diez Canseco, ambos presidentes del Perú, y hermano de Francisca Benavides, esposa de Óscar R. Benavides, también presidente. De otro lado, su madre era prima de José Pardo y Barreda y cuñada del canciller Francisco Tudela y Varela y el escritor Pablo Abril de Vivero. 

## Estudios
Realizó sus estudios escolares, primero, en el Lycée Masséna, en Niza; luego en el colegio Champagnat, en Miraflores; y finalmente, en el St Edmund's College, en Ware, Hertfordshire. Sus estudios superiores los cursó en la London School of Economics, donde bajo la tutoría de Harold Laski inició sus estudios sobre la vicuña, y en la Universidad de la Sorbona, donde estudió Derecho internacional.
Durante los 50s, fue representante de la constructora británica George Wimpey en la construcción del puerto de Salaverry, en Trujillo.
En 1936, ingresó al servicio diplomático peruano y, en 1939, fue designado cónsul general en Londres, emabajada de la que su padre era jefe y en la que se desempeñó hasta el fin de la Segunda Guerra Mundial. En 1946, fue nombrado encargado de negocios en Suecia y Noruega.

## Cargos y Obras
En el año 1936 se convirtió en diplomático peruano, ejerciendo el cargo de Cónsul General del Perú en Londres durante toda la Segunda Guerra Mundial. Luego ejercería responsabilidades diplomáticas en Suecia, Dinamarca y Noruega.
En el año 1954 dejó la carrera diplomática por discrepancias con el gobierno de turno, y se dedicó de lleno al tema conservacionista. En 1960 fue fundador y presidente de la Sociedad Zoológica del Perú, e inició campañas en el Perú y en el extranjero para la protección de la vicuña y de otras especies en vías de extinción.
En los años 60s fue un gran propulsor de la cooperación económica internacional para la creación de la Reserva nacional de "Pampa Galeras" (Ayacucho), hoy conocida como Reserva nacional Pampa Galeras-Bárbara d'Achille. 
Luego ejerció como Concejal de la Municipalidad Metropolitana de Lima; Presidente del Patronato de Parques nacionales y Zonales (Parnaz); (1969) Gestor principal del Convenio para la Conservación de la Vicuña (integrado por Argentina, Bolivia, Chile, Ecuador y Perú), (1970) Gestor de las disposiciones que prohíbe la exportación de la vida silvestre de la amazonía; (1970) Promotor principal del Parque nacional del Manú, el más grande de Latinoamérica y el noveno del mundo; Presidente y fundador de la Asociación Pro-Defensa de la Naturaleza (Prodena); (1975) Principal gestor de la Reserva nacional de Paracas; Miembro del Comité Rector del Fondo Mundial para la Naturaleza (World Wildlife Fund). Esta última entidad recaudó más de 60 millones de dólares para diversos proyectos en el Perú.
(1981) Presidente del Patronato del Parque de Las Leyendas; (1990) Presidente del Consejo Nacional de la Vicuña.
Igualmente presidio numerosas delegaciones peruanas a diversas conferencias conservacionistas.
Benavides falleció de cáncer el 21 de febrero de 1991 a los 73 años en el St Mary's Hospital de Londres.

## Distinciones
- 1947: Comendador de número de la Orden de Isabel la Católica, España
- 1963: Oficial de la Orden del Imperio Británico, Reino Unido
- 1964: Gran Cruz de la Orden al Mérito por Servicios Distinguidos, Perú
- 1973: Orden del Arca de Oro, Países Bajos
- 1973: Comendador con Distintivo Blanco de la Cruz Peruana al Mérito Naval, Perú

En 1974, obtuvo el primer Premio J. Paul Getty a la Conservación de Vida Salvaje "por su trabajo de rescate de la vicuña y otras especies en peligro de la vida silvestre latinoamericana".
Fue, además, doctor honoris causa de la Universidad Federico Villareal y miembro honorario de la Royal Geographical Society, la Fauna Preservation Society (vicepresidente), la Sociedad Peruana de Botánica y la Sociedad Geográfica de Lima.

## Relaciones con los gobiernos peruanos
Felipe Benavides fue leal a sus convicciones, discrepó del Gobierno del general Manuel A. Odría en los años 50s y dejó la carrera diplomática. 
A finales de los años 70s y principios de los 80s Felipe Benavides mantuvo un gran debate nacional y mediático con el director del Proyecto de la Vicuña en "Pampa Galeras" en Ayacucho, Antonio Brack Egg - quien luego sería el primer ministro del Ambiente del Perú (2008-2011), por la política de "saca" o exterminio de vicuñas para evitar la superpoblación de esta especial en la reserva mencionada.  Antonio Brack terminó sentenciado a un año y pago de reparación civil por haber dado la orden de exterminió de 6,943 vicuñas.
En los años 80s mantuvo muy buena relación con los gobiernos del arquitecto Fernando Belaúnde Terry y de Alan García, quienes respaldaron su trabajo conservacionista y al frente del patronato del Parque de Las Leyendas (que estuvo dependiente del gobierno central hasta 2007). Sin embargo al inicio del gobierno de Alberto Fujimori Fujimori (1991) fue destituido abruptamente de dicho patronato, por lo cual muchas voces autorizadas expresaron su indignación. En el artículo "El día que las vicuñas lloraron” (Expreso, 31 de enero de 1991) se indicó: “Ni Felipe Benavides –ni ninguno de los miembros del Patronato- cobraba sueldo, dieta, movilidad, viático o algún estipendio económico. Personas como el embajador Augusto Dammert y los demás miembros del Patronato, acompañan al señor Benavides porque en sus espíritus está añejada esa vocación de servicio por la patria y en sus corazones el amor por la naturaleza”.
Poco después de esta destitución Felipe Benavides falleció en Londres.

## Homenajes
- En el año 2001 el Congreso de la República peruana aprobó por unanimidad que el Parque de las Leyendas de Lima, pase a llevar el nombre de este insigne promotor y defensor.

- Mario Vargas Llosa, el premio Nobel de Literatura peruano 2010, le hizo la siguiente dedicatoria: "A Felipe Benavides, con mi respeto y admiración, al último de los idealistas".